# Processo Karrick

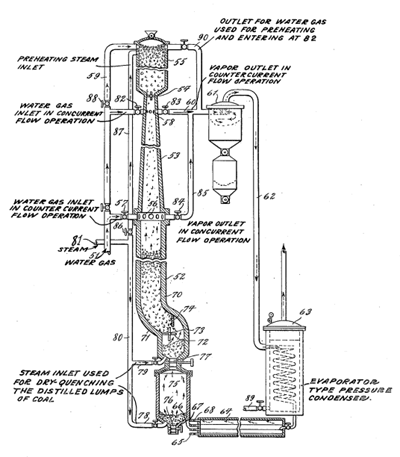
Processo Karrick, dal brevetto statunitense #1,958,918.

Il processo Karrick è un processo di carbonizzazione a bassa temperarura (in inglese low-temperature carbonization, LTC) e di pirolisi di materiali carboniosi. Sebbene destinato primariamente alla carbonizzazione del carbone, può essere usato anche per il trattamento di scisto bituminoso, di lignite o di qualsiasi materiale carbonioso. Tali materiali sono riscaldati da 450 a 700 °C in assenza di aria per distillare combustili sintetici-petrolio non convenzionale e syngas. Il processo potrebbe essere usato per la   liquefazione del carbone come pure per la produzione di semicoke. Questa tecnica fu messa a punto dallo specialista di sciti bituminosi Lewis Cass Karrick dello United States Bureau of Mines negli anni 1920.

## Storia
Il processo Karrick processo fu inventato dallo statunitense Lewis Cass Karrick negli anni 1920. Sebbene Karrick non abbia inventato la carbonizzazione a bassa temperatura del carbone in quanto tale, perfezionò le tecnologie esistenti dando luogo al processo Karrick.  La storta usata per il processo Karrick si basava sulla Nevada-Texas-Utah Retort, usata per l'estrazione dello scisto bituminoso.
Nel 1935, un impianto pilota di carbonizzazione a bassa temperatura Karrick fu costruito nel laboratorio di ricerca suo carbone nell'Università dello Utah. Impianti di trattamento di dimensioni commerciali furono messi in funzione durante gli anni 1930 in Colorado, Utah e Ohio. Durante la Seconda guerra mondiale, un impianto di trattamento simile fu messo in funzione dalla Marina degli Stati Uniti.  In Australia, durante la Seconda guerra mondiale gli impianti del processo Karrick furono usati per l'estrazione degli scisti bituminosi nel Nuovo Galles del Sud. Negli anni 1950-1970, la tecnologia fu usata dalla Rexco Company nel suo impianto di Snibston a Coalville nel Leicestershire (Inghilterra).

## Processo
Il processo Karrick è un processo di carbonizzazione a bassa temperatura, che usa una storta ermetica. Per la produzione su scala commerciale, era utilizzata una storta di circa 90 cm di diametro e 6 m di altezza. Il processo di carbonizzazione durava circa 3 ore.
Vapore surriscaldato viene iniettato ininterrottamente dalla sommità della storta riempita di carbone. All'inizio, a contatto con il carbone freddo, il vapore si  condensa in acqua fungendo da agente pulente. Mentre la temperatura del carbone sale, inizia la distillazione distruttiva. Il carbone è riscaldato da 450 a 700 °C in assenza di aria. La temperatura di carbonizzazione è inferiore in confronto a quella da 800 a 1.000 °C per la produzione di coke metallurgico. La temperatura inferiore ottimizza la produzione di catrami di carbone più ricchi di idrocarburi più leggeri rispetto al normale catrame di carbone e perciò adatti per la trasformazione in combustibili. L'acqua, il petrolio, il catrame di carbone e il syngas che ne risultano fuoriescono dalla storta attraverso valvole di uscita poste sul fondo. Il residuo (carbone vegetale o semicoke) rimane nella storta. Mentre i liquidi prodotti sono per la maggior parte un sottoprodotto, il semicoke è il prodotto principale, un carbone solido e senza fumo.
Il processo di carbonizzazione a bassa temperatura Karrick non genera anidride carbonica, ma produce effettivamente una significativa quantità di monossido di carbonio.

## Prodotti
Nel processo Karrick, 1 tonnellata corta (907 kg) di carbone rende fino a 1 barile di petroli e catrami di carbone (12% in peso), e produce 85 m³ di gas illuminante e 680 kg di carbone vegetale o di semicoke solidi senza fumo (per una tonnellata metrica, 0,175 m³ di petroli e di catrami di carbone, 95 m³ di gas e 750 kg di semicoke). Dal carbone sono ottenibili rendimenti in volume approssimativamente del 25% di benzina, del 10% di cherosene e del 20% di olio combustibile di buona qualità.  La benzina ottenuta dal carbone mediante il processo Karrick combinato con la piroscissione e la raffinazione è uguale per qualità alle benzine con piombo tetraetile.  Maggiore potenza si sviluppa nei motori a combustione interna e un aumento del risparmio di carburante approssimativamente del 20% è ottenibile in condizioni operative identiche.
Il semicoke può essere usato per le caldaie per riscaldamento e il carbone coke nelle fonderie di acciaio genera più calore del carbone grezzo e può essere convertito in gas d'acqua. A sua volta, il gas d'acqua può essere convertito in petrolio gas mediante il processo Fischer-Tropsch. Il gas illuminante della carbonizzazione a bassa temperatura Karrick genera maggiore contenuto energetico del gas naturale. Le scorie fenoliche sono usate dall'industria chimica come materie prime per plastiche, ecc. L'energia elettrica può essere cogenerata al costo nominale delle attrezzature.

## Sostenibilità economica
Gli oli, incluso il petrolio, sono stati a lungo estratti dal carbone. Gli impianti di produzione chiusero negli anni 1880 semplicemente perché il petrolio greggio divenne più economico della liquefazione del carbone. La capacità produttiva stessa, tuttavia, non è mai scomparsa. Otto anni di collaudo di impianti pilota da parte di Karrick dimostrano che stati, grandi città e perfino città più piccole potrebbero fabbricare il proprio gas e generare la propria elettricità.
Un impianto e una raffineria petrolifera da 30 tonnellate mostreranno un profitto al di là e al di sopra di tutti i costi operativi e di capitale e i prodotti si venderanno a prezzi attraenti per prodotti equivalenti. Il settore privato non dovrebbe richiedere sovvenzioni, ma non in concorrenza con quelli che "scremano" il petrolio dal carbone e vendono il combustibile residuo senza fumo alle centrali elettriche.
Il combustibile liquido più economico ricavato dal carbone si avrà quando sarà trattato mediante carbonizzazione a bassa temperatura sia per i combustibili liquidi che per l'energia elettrica. Come prodotto terziario del processo di distillazione del carbone, l'energia elettrica può essere generata con un costo minimo delle attrezzature. Un impianto di carbonizzazione a bassa temperatura Karrick con una capacità giornaliera di 1 kiloton di carbone produce vapore sufficiente per generare 100.000 kilowattora di potenza elettrica senza extra costi che superano l'investimento di capitale per le attrezzature elettriche e la perdita di temperatura del vapore quando passa attraverso le turbine. Il costo del processo per il vapore potrebbe essere basso in quanto questo vapore potrebbe essere ricavato dalla capacità fuori picco delle caldaie o dalle turbine nelle stazioni elettriche centrali. Il combustibile per il vapore e il surriscaldamento sarebbe conseguentemente ridotto in termini di costo.

## Vantaggi e svantaggi
In confronto al processo Bergius, il processo Karrick è più economico, richiede meno acqua e distrugge meno il valore termico (una metà di quello del processo Bergius). Il combustibile di semicoke senza fumo, quando viene bruciato in una grata aperta o nelle caldaie, fornisce dal 20 al 25% di calore in più del carbone grezzo. Il gas illuminante dovrebbe fornire più calore del gas naturale per unità di calore contenuta a causa della maggiore quantità di carbonio combinato e della minore diluizione dei gas di combustione con il vapore acqueo.